# Walter H. Hitzig
Walter Hermann Hitzig (* 9. Mai 1922 in Mexiko-Stadt; † 9. Oktober 2012; heimatberechtigt in Zürich und Burgdorf) war ein Schweizer Kinderarzt und Transplantationsmediziner.

## Leben und Werk
Walter Hermann Hitzig verbrachte die ersten drei Schuljahre an der Deutschen Oberrealschule zu Mexiko, da sein Vater Theodor Hitzig in Mexiko-Stadt als Arzt tätig war. Sein Onkel war Hermann Ferdinand Hitzig und sein Grossvater Hermann Hitzig.
Er studierte Medizin an der Universität Zürich und schloss 1947 mit dem Staatsexamen ab. 1949 promovierte Hitzig zum Dr. med. mit seiner Dissertation Über die Entwicklung der Schweineplacenta. Nach Assistenzjahren (Psychiatrie, Innere Medizin, Pädiatrie) in Basel, Bern und ab 1953 am Kinderspital Zürich war er 1955/56 Research Fellow in Pädiatrie am Boston Children’s Hospital in den Vereinigten Staaten. Dort erwarb er Kenntnisse der klinischen und experimentellen Immunologie, die er zurück am Kinderspital Zürich umsetzte und damit die pädiatrische Immunologie in der Schweiz zu einer zukunftsträchtigen Spezialdisziplin ausbaute.

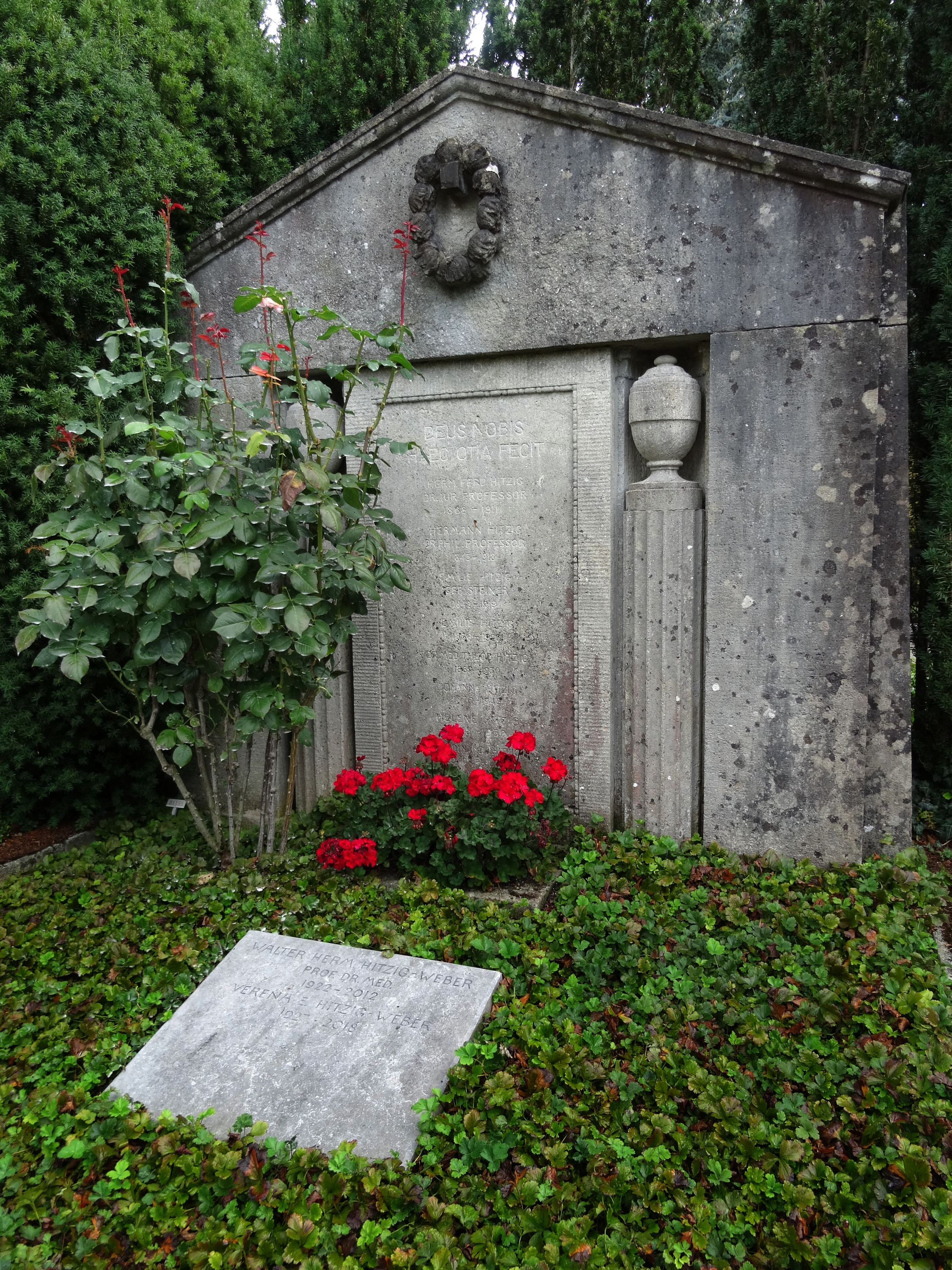
Grab, Friedhof Enzenbühl, Zürich

Hitzig entdeckte eine vererbte Hämoglobin-Anomalie (Hb Zürich). Er begründete die Kinderimmunologie in Europa. Hitzigs Erstbeschreibung des angeborenen schweren kombinierten Immundefekts (SCID) im Jahr 1958 war eine bahnbrechende Leistung. In der Folge setzte sich Hitzig für die Heilung der betroffenen Kinder durch eine Knochenmarktransplantation ein, was 1987 erstmals in der Schweiz gelang. Hitzig erlangte durch seine immunologisch-wissenschaftliche Tätigkeit internationale Reputation. 1974 beschrieb er den Immundefekt bei Transcobalamin-II-Mangel.
An der Universität Zürich wurde er 1961 mit der Schrift Das Bluteiweissbild im Säuglingsalter: Spezifische Proteinbestimmungen mit besonderer Berücksichtigung immunochemischer Methoden habilitiert und 1963 zum Assistenzprofessor berufen. 1965 wurde Hitzig ausserordentlicher und 1977 ordentlicher Professor für Pädiatrie. Ab 1975 war er als stellvertretender Chefarzt, später als Leiter der pädiatrischen Hämatologie bis zu seiner Emeritierung 1989 am Kinderspital Zürich tätig.
Seine Spezialgebiete innerhalb der Kinderheilkunde waren Hämatologie, Immunologie und Onkologie.
Von 1987 bis 2000 arbeitete Hitzig bei der Schweizerischen Akademie der Medizinischen Wissenschaften (SAMW) in Basel, von 1986 bis 1992 war er ihr Vizepräsident und von 1992 bis 2000 Präsident ihrer Zentralen Ethikkommission. Im Jahr 2000 wurde er zum Ehrenmitglied der SAMW ernannt.
Die Arbeitsgemeinschaft Pädiatrische Immunologie vergibt den Walter-Hitzig-Preis für Nachwuchswissenschaftler auf dem Gebiet der pädiatrischen Immunologie. Das Centrum für Chronische Immundefizienz am Universitätsklinikum Freiburg vergibt Stipendien für Nachwuchswissenschaftler im Rahmen des Walter-Hitzig-Programms.
Walter Hermann Hitzig fand seine letzte Ruhestätte auf dem Friedhof Enzenbühl in Zürich.

## Schriften
- Über die Entwicklung der Schweineplacenta. In: Acta Anatomica Bd. 7 (1949), Nr. 1/2, S. 33–81, doi:10.1159/000140374 (Dissertation, Universität Zürich, 1949).
- Das Bluteiweissbild im Säuglingsalter: Spezifische Proteinbestimmungen mit besonderer Berücksichtigung immunochemischer Methoden. In: Helvetica paediatrica acta. Bd. 16 (1961), Nr. 1, S. 46–81 (Habilitationsschrift, Universität Zürich, 1961).
- (mit Paul Frick und Urs G. Stauffer) Das Hämoglobin Zürich-Syndrom. In: Schweizerische Medizinische Wochenschrift. Bd. 91 (1961), S. 1203–1205.
- Zur quantitativen Bestimmung spezifischer Proteinfraktionen: Methodische Untersuchungen mit besonderer Berücksichtigung immunochemischer Methoden. In: International Archives of Allergy and Applied Immunology. Bd. 19 (1961), Nr. 5, S. 284–311, doi:10.1159/000229218.
- Die Plasmaproteine in der klinischen Medizin: Ergebnisse spezifischer Bestimmungen mit besonderer Berücksichtigung immunochemischer Methoden. Springer, Berlin/Göttingen/Heidelberg 1963; 2., neubearbeitete Auflage: Bluteiweiss: Pathophysiologie und Klinik. Springer, Berlin 1977, ISBN 3-540-08035-X.
- Pädiatrische Immunologie: Neue Ergebnisse. Hauptreferate der Jahrestagung der Schweizerischen Gesellschaft Für Pädiatrie, Zürich, 14./16. Juni 1974, mit Ergänzungen. Karger, Basel 1975, ISBN 3-8055-2190-1.
- Seuchen in alter und neuer Zeit (= Vierteljahresschrift der Naturforschenden Gesellschaft in Zürich. Jg. 131, 1986, H. 5). Naturforschende Gesellschaft, Zürich 1987.
- Kinderleben und Kinderleiden: Wandlungen in vier Jahrhunderten (= Neujahrsblatt der Gelehrten Gesellschaft in Zürich zum Besten des Waisenhauses. Bd. 154). Beer, Zürich 1991.
- Stammbaum der Familie Hitzig. Zürich 2007.
- Ferdinand Hitzig: 30.01.1836–14.08.1860. Briefe aus den Jahren 1852 bis 1860. Zürich 2007.[9]